# Моцарткугель
Моцарткугель (нем. Mozartkugel — «моцартовский шарик») — традиционные круглые шоколадные конфеты с начинкой из марципана, изобретённые через 100 лет после кончины Вольфганга Амадея Моцарта зальцбургским кондитером Паулем Фюрстом в 1890 году.
Кондитер Пауль Фюрст прибыл в Зальцбург в 1884 году и открыл собственную кондитерскую по адресу Бродгассе, 13. В 1890 году он впервые представил свои «моцартовские конфеты», впоследствии переименованные в «моцартовские шарики». В 1905 году моцарткугели были представлены на парижской выставке и завоевали там золотую медаль.
Согласно рецепту Фюрста, сначала из фисташкового марципана в оболочке из нуги формируют вручную шарик, который затем насаживают на деревянную палочку, чтобы обмакнуть в тёмную шоколадную глазурь. Палочка с насаженным на неё шариком ставится вертикально, чтобы конфета остыла и затвердела. После этого палочка вынимается, а оставшаяся дырочка заполняется шоколадной глазурью. Готовый моцарткугель вручную заворачивается в станиоль серебристо-синего цвета. По данным самой кондитерской, по такой технологии в год изготавливается около 1,4 млн моцарткугелей. В кондиционируемом кафе при кондитерской на Бродгассе и её филиалах конфеты сохраняют свежесть около 8 недель.
Изготавливаемые по оригинальному рецепту вручную Original Salzburger Mozartkugeln производятся и поныне в кондитерской Фюрста в Зальцбурге, продаются в её магазинах и предлагаются в Интернете. В отсутствие чётких зафиксированных авторских прав кроме этого в продаже представлены многочисленные варианты промышленного производства других компаний как в Австрии, так и в Германии.